# Tirupati (NMA)
Tirupati (NMA) é uma vila no distrito de Chittoor, no estado indiano de Andhra Pradesh.

## Demografia
Segundo o censo de 2001, Tirupati (NMA) tinha uma população de 25 670 habitantes. Os indivíduos do sexo masculino constituem 47% da população e os do sexo feminino 53%. Tirupati (NMA) tem uma taxa de literacia de 80%, superior à média nacional de 59,5%: a literacia no sexo masculino é de 84% e no sexo feminino é de 77%. Em Tirupati (NMA), 9% da população está abaixo dos 6 anos de idade.